# Douglasville
Douglasville – miasto w Stanach Zjednoczonych, w stanie Georgia, siedziba administracyjna hrabstwa Douglas.

## Urodzeni w Douglasville
- Kristi Castlin – amerykańska lekkoatletka
- Asia Durr – amerykańska koszykarka